# Jabuka TV
Jabuka TV (lit. "Apple TV"), anciennement connue sous le nom d' Otvorena televizija ("Open TV"), est une chaîne de télévision locale à Zagreb, en Croatie,.

## Histoire
Elle a commencé à émettre en 1989 sous le nom d'OTV (Omladinska TV), devenant la première chaîne de télévision commerciale sur les territoires de l'ex-Yougoslavie, ainsi que la première maison de télévision indépendante. Il a joué un rôle majeur dans le développement ultérieur de la liberté d'expression dans le pays, car il a permis d'adopter des politiques et des opinions qui étaient auparavant rares ou risquées. Elle est ainsi devenue l'une des principales chaînes de télévision locales du pays et une alternative à la télévision d'État. Il a changé son nom en Otvorena Televizija en 1994.
En 2011, il a été rebaptisé Jabuka TV (Apple TV).

## Spectacles notables
- Serbus Zagreb (1989–)
- Scène cauchemardesque (1992–2005)
- Večernja škola (1995–1998)
- Laku noć, Hrvatska (2006–2008)